# Ріпчиці
Рі́пчиці —  село в Україні, у Меденицькій селищній громаді, Дрогобицькому районі Львівської області.

## Назва
Польською мовою — Rabczyce або Rapczyce

## Історія
У 1773 р. в Галичині, здійснити адміністративну реорганізацію краю. До 1918 р. поселення знаходилось у тодішньому Дрогобицькому дистрикті Самбірського крайсу (округу) Королівства Галичини та Володимирії Австрійської монархії, а з 1805 р. - Австро-Угорщини.
У період ЗУНР поселення входило у склад Дрогобицького повіту Самбірської військової округи Львівської військової області.
У 1920 р, з приходом Польщі, село увійшло до волості Ріпчиці Дрогобицького повіту Львівського воєводства.
1 серпня 1934 р. в дрогобицькому повіті було створено ґміну Меденичі з центром в с. Меденичі. У склад ґміни входили сільські громади: Довге (Меденицьке), Йозефсберґ (Josefsberg), Кеніґзау (Königsau), Меденичі, Летня, Опарі, Ріпчиці.
У період нацистської окупації під час Другої світової війни, зі серпня 1941 року село увійшло до волості (нім. Landgemeinde) Меденичі окружного староства Дрогобич (нім. Kreishauptmannschaft Drohobycz) дистрикту Галичина Генерал-губернаторства для окупованих польських земель.
Дистрикт Галичина припинив своє існування наприкінці липня 1944 року, коли внаслідок Львівсько-Сандомирської операції, був ліквідований, а німецька окупація змінилася на радянську. 6 серпня 1944 року до адміністративного центру округи вступили радянські війська.
У 1946 р. поселення належало до Ріпчицької сільської ради Меденицького району Дрогобицької області.
Станом на 1967 р. село вже було у складі Опарівської сільської ради Дрогобицького району Львівської області.
З 2020 р., після чергової адміністративно-територіальної реформи, село Ріпчиці увійшло до Ріпчицького старостинського округу Меденицької громади оновленого Дрогобицького району Львівщини.

## Географія
Село Ріпчиці розташоване за 12 км на північний схід від м. Дрогобич, за 2 км на захід від смт. Меденичі та за 10 км на схід від залізничної станції в с. Добрівляни. Вздовж північної-західної межі села протікає річка Ріпчанка, трохи далі - річка Тисьмениця.
Розміщене на рівнині на висоті 260 м.
Має витягнуту форму з південного заходу на північний схід. Центральна дорога - шутрована абсолютно пряма лінія, завдовжки 1,9 км, яка у центральній частині перетинається асфальтованою дорогою Новошичі-Грушів-Меденичі. У південній частині село завертає більше на південь до села Опарі, зливаючись з ним. У південно-східній частині села є малий мікрорайон новішої забудови.
Станом на 2022 рік Ріпчиці у межах забудови займає площу 171,2 га або 1,71 км². З урахуванням приналежних полів, лісів тощо - 1036 га або 10,36 км².
Станом на 01.01.2022 р. у селі наявно 280 дворів, але приблизно у 70 немає мешканців.

### Топоніміка
У селі в межах забудови виділяють такі мікротопоніми (назви частин села):
- Кінець - від села Опарі
- Центр - перехрестя з дорогою Новошичі-Меденичі
- Яри́нець - північний край
- Стройка - новіший район у східному напрямку від перехрестя (у сторону Меденич)

### Урбаноніми
У Ріпчицях є такі урбаноніми:

1. Вулиця Йорданська (Кінець) - 31 домогосподарство

2. Вулиця Михайла Грушевського (від Кінця до Центру) - 104 домогосподарства

3. Вулиця Зелена (від Центру до Яринця) - 131 домогосподарство

4. Вулиця Молодіжна (Стройка) - 8 домогосподарств

5. Вулиця Тараса Шевченка (Стройка) - 5 домогосподарств
Сусідні населені пункти:

## Населення
- 1880 — 916 осіб (дворів: 175; національний склад:  896 українців, 15 поляків, 5 німців; релігійний склад: 896 греко-католиків, 16 юдеїв; 6 римо-католиків, інші конфесії — 4)
- 1921 — 1208 осіб[7]
- 2014 — 642 особи (дворів: 280)

### Мова
Розподіл населення за рідною мовою за даними перепису 2001 року:
| Мова       | Кількість | Відсоток |
| ---------- | --------- | -------- |
| українська | 697       | 100%     |

### Антропоніміка
У селі поширені такі прізвища: Маланяк, Кобі(и)льник, Гнатків, Іванішин, Панчак.

## Релігія
В Ріпчицях стоїть дерев'яна Церква Зіслання Святого Духа, збудована 1873 року.

## Символіка
Герб відображає історичну структуру планувального розвитку села: золота смуга уособлює пряму вулицю, що йде з південного заходу на північний схід, вздовж якої розташовані будинки. Голуб з німбом є символом Святого Духа й означає місцеву церкву Зіслання Святого Духа. Червоно-чорні кольори вказують на активну участь мешканців Ріпчиць у національно-визвольній боротьбі, підкреслюють високий патріотизм місцевих мешканців. Геральдичні троянди та чорний колір також символізують родючі землі. Золотий колір є символом щедрості та добробуту. Герб, згідно з правилами сучасного українського місцевого герботворення, вписано в декоративний картуш та увінчано золотою сільською короною, що вказує на статус поселення. Внизу картуша вписано дату «1475» рік першої згадки про село.
Автор проекту — А. Гречило.

## Відомі люди
- Андрусів Стефанія Миколаївна — літературознавець, культуролог, літературний критик.